# الجامعة العربية (جريدة)
الجامعة العربية هي جريدة فلسطينية يومية. صدرت في القدس ما بين السنوات 1927-1936. صدر العدد الأول منها في 20 كانون ثاني 1927. أسّسها منيف الحسيني أحد قادة الحركة الوطنيّة والأدبيّة.